# Dialogue Symphonie
„Dialogue Symphonie“ je první singl vydaný skupinou Moi dix Mois, vyšel dne 19. listopadu 2002. Píseň Dialogue Symphonie byla poté přidána i na první album skupiny Dix Infernal, které vyšlo v březnu následujícího roku.

## Seznam skladeb
Všechny skladby napsal(i) Mana. 
| Pořadí | Název                             | Délka |
| ------ | --------------------------------- | ----- |
| 1.     | Dialogue Symphonie                | 4:39  |
| 2.     | Forbidden                         | 3:26  |
| 3.     | Dialogue Symphonie (Instrumental) |       |
| 4.     | Forbidden (Instrumental)          |       |

## Sestava
- Kazuno - baskytara
- Juka - zpěv
- Mana - elektrická kytara, hudba, slova, programování

- Yukie Itoh - výkonný producent
- Kazuyo Tsuboi - management
- Atsuo Akabae, Hitomi Suzuki a Tomoatsu Okamura - nahráno a smixováno